# Platyrhachus bidens
Platyrhachus bidens är en mångfotingart som beskrevs av Pocock 1894. Platyrhachus bidens ingår i släktet Platyrhachus och familjen Platyrhacidae. Inga underarter finns listade i Catalogue of Life.